# Yehuín
El Yehuín (originalmente Millerntor y años más tarde renombrado Falkland Sound, Scotia Venturer, River Express, Fish Tug y Audax II) fue un buque mercante que participó junto a la Argentina durante la guerra de las Malvinas de 1982. Fue el único de los cuatro buques mercantes argentinos que permaneció a flote tras el conflicto. Capturado por la Marina Real británica, fue utilizado en las islas, y años más tarde fue vendido a particulares. Actualmente realiza transportes marítimos en el área del río de la Plata.

## Historia

### Primeros años
En 1967 fue botado para una empresa de Alemania, nombrando el buque como Millerntor. Luego fue vendido a otra empresa alemana que lo rebautizó Osa 214 Millerntor. El 30 de noviembre de 1979 fue vendido a la empresa argentina Geomater, renombrándolo Yehuín, por un lago de la isla Grande de Tierra del Fuego. Para la empresa, realizaba tareas logísticas en la plataforma petrolera General Mosconi en el mar Argentino.

### Guerra de las Malvinas
El 29 de abril de 1982, en el marco del conflicto del Atlántico Sur, el Yehuín zarpó de Río Gallegos, provincia de Santa Cruz. Su comandante era el capitán de corbeta Eduardo R. Llambí. El buqué arribó a las islas el 1 de mayo, convirtiéndose en el último buque argentino en romper el bloqueo naval impuesto por el Reino Unido en las aguas circundantes al archipiélago. La travesía la realizó con las luces apagadas y sin comunicaciones de radio. Sus tareas en las islas a lo largo de la guerra junto a la Armada Argentina incluyeron alije de barcos y transporte de contenedores y vehículos. También abasteció y trasladó pertrechos y tropas entre las dos islas principales. Seis de los tripulantes mercantes del buque participaron voluntariamente en la guerra.
Debido a los ataques aéreos británicos que comenzaron en mayo, el Yehuín puso rumbo hacia la bahía del Laberinto, en el sureste de la isla Soledad. Dos días más tarde, debido a una alerta aérea, fue obligado a desplazarse hacia Puerto Yegua en el seno Choiseul. Al día siguiente, 4 de mayo, llegó a Puerto Argentino. Entre el 5 y 7 de mayo realizó tareas de alije en Bahía Fox, en la isla Gran Malvina. En los días posteriores realizó travesías entre la rada de Puerto Argentino/Stanley y Puerto Groussac.

Para la tarea de buque ambulancia lució cruces rojas como ésta.

El 23 de mayo, fueron instalados dos ametralladoras de 7,62 mm, mientras que el 3 de junio el casco fue pintado de color negro. En los últimos días de la guerra y luego de la rendición argentina, se utilizó como buque ambulancia transportando heridos desde la capital isleña hacia buques hospitales. Para tal tarea lució cruces rojas para gozar de la protección de las Convenciones de Ginebra bajo la legislación bélica. En el buque fallecieron soldados y se veló a otros.
El 17 de junio, tras finalizar el conflicto, la fragata HMS Plymouth de la Royal Navy tomó el barco como botín de guerra en las aguas del estrecho de San Carlos, renombrándolo Falkland Sound. Luego de la captura británica, el Estado argentino tuvo que resarcir a la empresa Geomatter, apareciendo en el Registro de Reaseguros del Estado. El Yehuín actualmente figura en el Registro Nacional de Buques de Prefectura Naval Argentina con la matrícula 5814.
El buque fue distinguido por la Armada Argentina con la condecoración de «Operaciones en Combate» in absentia. Su tripulación fue condecorada por la Armada Argentina y el Congreso Nacional Argentino.

### Postguerra
El Yehuín continuó siendo utilizado como buque mercante por el gobierno colonial británico de las islas hasta que fue vendido a diversos particulares en varias ocasiones. En 1991 fue vendido a una empresa de Inglaterra que lo había rebautizado Scotia Venturer. Fue vendido nuevamente en 1994 a otra empresa británica que lo renombró River Express y en 2003 a una empresa panameña, que lo rebautizó Fish Tug. En 1999 había sido localizado en Montevideo y en Puerto Escobar con bandera de conveniencia de Panamá.
Años más tarde, tras tener varios dueños había sido renombrado Audax II. Anteriormente, llegó a estar abandonado en los astilleros de Tandanor en Buenos Aires, como propiedad de una empresa chilena endeudada. Finalmente comenzó a operar en transportes marítimos en Uruguay, utilizando en su mástil de popa la bandera de dicho país.
Luego de que el buque fuera reconocido en 1999, se inició un expediente en la Secretaría de Cultura y el 10 de julio de 2001, la Comisión Nacional de Museos, Monumentos y Lugares Históricos de Argentina lo declaró «Bien de Interés Histórico», siendo protegido por la ley número 12.665. En 2003 se propuso declararlo «Patrimonio Histórico Nacional». Lo mismo volvió a ocurrir en 2006 en la Cámara de Diputados de Argentina pero la propuesta nunca fue confirmada.
El 12 de septiembre de 2010, cuando el buque estaba amarrado en el puerto de Buenos Aires, un grupo de nacionalistas argentinos lo tomó, pintó leyendas con aerosol, colocó banderas argentinas (en ese momento llevaba banderas de conveniencia de Panamá) y exigió que fuera declarado «héroe de guerra». El hecho fue cubierto por varios medios argentinos.
En marzo de 2012 se encontraba en un puerto uruguayo cuando de nuevo un grupo de argentinos intentó realizar un homenaje sin éxito.